# Пайки (Киевская область)
Пайки (укр. Пайки) — село, входит в Згуровскую поселковую общину Броварского района Киевской области Украины. До 2020 года входило в состав Згуровского района.
Население по переписи 2001 года составляло 31 человек. Почтовый индекс — 07652. Телефонный код — 4570. Занимает площадь 0,834 км². Код КОАТУУ — 3221982707.

## Местный совет
07651, Київська обл., Згурівський р-н, с. Право Жовтня, вул. Чкалова, 42а